# Coprosma chathamica
Coprosma chathamica là một loài thực vật có hoa trong họ Thiến thảo. Loài này được Cockayne mô tả khoa học đầu tiên năm 1902.